# Biloțerkivka, Novîi Buh
Biloțerkivka (în ucraineană Білоцерківка) este un sat în comuna Novoiuriivka din raionul Novîi Buh, regiunea Mîkolaiiv, Ucraina.

## Demografie
Componența lingvistică a localității Biloțerkivka
     Ucraineană (90,07%)
     Rusă (8,61%)
     Alte limbi (0,66%)
Conform recensământului din 2001, majoritatea populației localității Biloțerkivka era vorbitoare de ucraineană (90,07%), existând în minoritate și vorbitori de rusă (8,61%).